# بوغوص يوسفيان
بوغوص بك يوسفيان (1775 ـ 1844) هو سياسي مصري من أصل أرمني، كان ناظرًا للخارجية والتجارة في عصر محمد علي باشا، وهو أول مسيحي يحصل على رتبة البكوية في مصر.